# (73954) 1997 UR20
(73954) 1997 UR20 – planetoida z pasa głównego asteroid okrążająca Słońce w ciągu 5,49 lat w średniej odległości 3,11 j.a. Odkryta 20 października 1997 roku.